# МВЕН-3 Мурена
МВЕН-3 Мурена — лёгкий 4-местный самолёт, разрабатываемый казанской фирмой МВЕН совместно с казанским авиационным институтом (КАИ).

## История
Изначально планировалось показать самолёт на авиасалоне МАКС 2009, но из-за финансового кризиса разработка машины была приостановлена.
Макетную комиссию планировалось провести в 2011 году, а первый полёт в течение 2012 года.
В планах помимо Казани предполагается развернуть производство в Казахстане на карагандинском авиационном заводе «Сункар».

## Конструкция
При разработке самолёта основной упор был сделан на высокую крейсерскую скорость машины — до 310 км/ч. Для чего были применены ряд конструкторских решений (расположение двигателей с толкающими винтами, увеличенные коки винтов, убирающееся шасси, облегчённый вес конструкции) и продувка в аэродинамической трубе КАИ.

## Предполагаемые лётно-технические характеристики
Источник данных: Официальный сайт

Технические характеристики
- Экипаж: 1
- Пассажировместимость: 3
- Грузоподъёмность: 462 кг
- Длина: 8,1 м
- Размах крыла: 11 м
- Высота:
- Нормальная взлётная масса: 1260 кг
- Силовая установка: 2 × ПД Rotax 914
- Мощность двигателей: 2 × 115 л.с.

Лётные характеристики
- Максимальная скорость: 330 км/ч
- Скорость сваливания: 102 км/ч
- Скороподъёмность: 5 м/с
- Длина разбега: 270 м
- Длина пробега: 220 м